# Стинчешть (Хунедоара)
Стинчешть, Стинчешті (рум. Stâncești) — село у повіті Хунедоара в Румунії. Входить до складу комуни Добра.
Село розташоване на відстані 314 км на північний захід від Бухареста, 20 км на захід від Деви, 123 км на південний захід від Клуж-Напоки, 110 км на схід від Тімішоари.

## Населення
За даними перепису населення 2002 року у селі проживали 114 осіб, усі — румуни. Усі жителі села рідною мовою назвали румунську.